# Регесбостель
Регесбостель (нем. Regesbostel) — община в Германии, в земле Нижняя Саксония.
Входит в состав района Харбург. Подчиняется управлению Холленштедт. Население составляет 1090 человек (на 31 декабря 2010 года). Занимает площадь 16,27 км².
Коммуна подразделяется на 3 сельских округа.